# Flachères
Flachères ist eine französische Gemeinde mit 568 Einwohnern (Stand: 1. Januar 2022) im Département Isère in der Region Auvergne-Rhône-Alpes; sie gehört administrativ zum Arrondissement La Tour-du-Pin und ist Teil des Kantons Le Grand-Lemps.

## Geografie
Flachères befindet sich etwa 34 Kilometer östlich von Vienne. Umgeben wird Flachères von den Nachbargemeinden Eclose-Badinières im Norden, Belmont im Nordosten, Saint-Didier-de-Bizonnes im Osten, Eydoche im Süden sowie Champier im Westen und Südwesten.

## Bevölkerungsentwicklung
| Jahr                       | 1962 | 1968 | 1975 | 1982 | 1990 | 1999 | 2006 | 2017 |
| -------------------------- | ---- | ---- | ---- | ---- | ---- | ---- | ---- | ---- |
| Einwohner                  | 241  | 221  | 216  | 226  | 256  | 301  | 431  | 524  |
| Quellen: Cassini und INSEE |      |      |      |      |      |      |      |      |

## Sehenswürdigkeiten
- Kirche Saint-André